# A tribute to the water of life「太陽の子供たちへ」
『a tribute to the water of life「太陽の子供たちへ」』（ア・トリビュート・トゥ・ザ・ウォーター・オブ・ライフ「たいようのこどもたちへ」）はオムニバスのトリビュート・アルバム。
2004年10月1日にWATER MUSICよりリリースされた。
同年に急逝した日本のミュージシャン、The Water Of Lifeのトリビュートアルバム。HAPPY DRUG STOREや竹田司、YOSHI+KENといった生前清水と交流の深かったミュージシャンが参加している。品番はWMCD-0410。

## 解説
The Water Of Lifeが生前に発表した楽曲、発表できなかった楽曲、ライブのみで披露された楽曲などを様々なアーティストがカバーしている。
また、トリビュートアルバムとしては珍しく、トリビュートされる本人の未発表曲も収録されている。
遺作となったHAPPY DRUG STOREとしての1stアルバム「HAPPY★BEST」が発売された直後に発売が発表され、WEB上のみでの販売となった。

## 収録曲
1. 木もれび：杉本民名
1998年リリースの「水の言葉」の原曲。戦後50周年の年に描かれた戦争をテーマにした楽曲。
2. イガイト：green leaves apartment
The WATER of Life in TAKASAKI ACOUSTIC HISTORYにも収録されているWOLのライブ定番楽曲。2002年に製作されていた。
3. 聴かせてよ：YOSHI+KEN
1999年にビール会社のタイアップ向けに製作された楽曲だが、ボツとなった作品。オリジナル音源は1番までしか存在しなかったために、YOSHI+KENの歌唱版が最初で最後の完全版となる。
4. 昨日よりも強くなれ：yasukiyo
1996年に製作され、後にライブでも披露されていた楽曲。
5. LONG LONG ROAD：野田徹
結果的にソニーからのラストシングルとなった楽曲。原曲は1997年に出来上がっていたが、何度も形を変えてのリリースであった。
6. トリアエズ：竹田司
2002年に製作された楽曲。WOLらしい言葉遊びが上手く使用された楽曲となっている。
7. わたしはワタシ：Yurica
輝け!ソングラ天国の中で製作した楽曲のひとつで、テーマは「ニューハーフ」。賞を逃したが、この作品に自信を持って臨んでいた清水は珍しく悔しがっていたという。
8. ＠：だいじゅ
LONG LONG ROADの3トラック目に収録されていた楽曲。ネットがらみのCMも狙えそうだといわれる楽曲。
9. 「A」:DUSTLESS
正確にはHAPPY DRUG STOREのレパートリーとして清水が歌っていた楽曲。タイトルのAとは「かっこええ」のAである。
10. 風のすみか：FAMILY
唯一のシングルヒットとなった楽曲。
11. ハヤシライスの女：POTI
2004年1月28日という彼の死の直前に音源が完成した楽曲。もともとはラジオの企画からPOTIのCDを作るために製作された楽曲。
12. この河をはさんで：川久保秀一
このアルバムでは最も古い1992年の作品で、大学サークル時代に書かれた楽曲。ソニーのオーディション時に歌った楽曲でもあるが、リリースには至らなかった。
13. イカスゼ群馬：HAPPY DRUG STORE
WOLが最後に在籍するバンドとなったHAPPY DRUG STOREによるカヴァーの楽曲。第三の故郷と呼んでいた群馬へ送ったThe WATER of Life in TAKASAKI ACOUSTIC HISTORYに収録されている「ダルマソナタ」の続編。
14. 太陽の子供たちへ：the water of life
清水本人の歌唱する未発表曲。デビュー前の1994年の作品。「シャワー」がリリースされるまでは唯一のデビュー前音源であった。彼が大学卒業時に旅立ちの歌として後輩に製作したが、以後死のときまでライブでも歌われることのない幻の1曲であった。

## 参考資料
- アルバム曲解説